# رود اوگارشیخا
رود اوگارشیخا (انگلیسی: Ogarshikha) یک رودخانه در سرزمین پرم کشور روسیه است.